# Enderby Abyssal Plain
Enderby Abyssal Plain, Enderby Plain – równina abisalna Oceanu Południowego. Jest największą równiną abisalną na Oceanie Południowym, zajmuje powierzchnię 3 703 000 km2. Rozciąga się na obszarze pomiędzy południkami 29°E i 55°E oraz równoleżnikami 55°S i 63°S. Została odkryta w latach 30. XX wieku przez statek RRS Discovery II i zbadana w latach 1957-58 przez statek Ob’. Jej nazwa została zaakceptowana przez organizację Advisory Committee for Undersea Features w czerwcu 1988 roku.